# Guerre commerciale des États-Unis avec le Canada et le Mexique de 2025
Une guerre commerciale opposant les États-Unis au Canada et au Mexique a débuté le 1er février 2025, lorsque le président américain Donald Trump a signé des executive orders imposant des tarifs douaniers quasi universels sur les importations en provenance des deux pays, droits qui devaient entrer en vigueur le 4 février. Les executive orders prévoyaient des tarifs douaniers de 25 % sur toutes les importations provenant du Mexique et sur toutes les importations provenant du Canada, à l'exception du pétrole et de l'énergie canadiens, qui seraient taxés à hauteur de 10 %.
En réponse au projet d'imposer des tarifs douaniers, le premier ministre canadien Justin Trudeau a déclaré que le Canada réagirait immédiatement en imposant des tarifs douaniers de 25 % sur 30 milliards CAD (environ 20 milliards USD) d'importations américaines, montant qui serait augmenté à 155 milliards CAD (environ 100 milliards USD) dans un délai de trois semaines. La présidente mexicaine, Claudia Sheinbaum, a déclaré que le Mexique prendrait des mesures de rétorsion douanières et non douanières à l'encontre des États-Unis. Le 3 février, le Canada et le Mexique ont négocié un report d'un mois des tarifs douaniers avec les États-Unis et se sont mis d'accord pour renforcer la sécurité aux frontières. Malgré ces efforts, les tarifs douaniers américains sont entrés en vigueur le 4 mars 2025, le Canada rétorquant par des tarifs douaniers le même jour, alors que ceux du Mexique devaient être annoncés le 9 mars 2025. Le 6 mars, le président Trump a suspendu l'imposition de la mesure sur les produits qui respectent l'Accord Canada–États-Unis–Mexique (ACEUM).
Trump a déclaré que ces tarifs douaniers visaient à réduire le déficit commercial des États-Unis et à obliger le Canada et le Mexique à sécuriser la frontière canado-américaine et la frontière mexicano-américaine dans le but de lutter contre l'immigration illégale et le trafic de fentanyl. Trudeau et Sheinbaum ont tous deux qualifié d'injustifiés les tarifs douaniers américains. Trudeau a déclaré que Trump avait l'intention d'utiliser les tarifs douaniers pour forcer l'annexion du Canada par les États-Unis, ce que Trump a suggéré publiquement à plusieurs reprises depuis sa seconde élection.
Des responsables des gouvernements du Canada et du Mexique ont déclaré que les tarifs douaniers imposés par le gouvernement fédéral américain violeraient l'ACEUM ratifié par les trois pays en 2020 pendant la première présidence de Donald Trump. Des économistes ont déclaré que les tarifs douaniers perturberaient probablement le commerce entre les trois pays, bouleversant les chaînes d'approvisionnement en Amérique du Nord et augmentant les prix à la consommation au Canada, aux États-Unis et au Mexique.

## Contexte économique
En 1994, le Canada, les États-Unis et le Mexique ont signé l'Accord de libre-échange nord-américain (ALENA) qui visait à éliminer tous les tarifs douaniers des trois pays.
L'ALENA a été le sujet de quelques conflits politiques à l'intérieur de chaque pays signataire.
Aux États-Unis, des sociétés ont délocalisé leurs productions au Mexique pour des raisons de coûts, ce qui a eu pour conséquence de réduire le nombre d'emplois en usines aux États-Unis. Les critiques régulières contre le libre-échange entre les trois pays ont amené des candidats politiques, notamment Donald Trump, à soutenir publiquement des politiques protectionnistes, ce qui leur a donné une plus grande influence politique. Toutefois, plusieurs régions américaines ont bénéficié économiquement de l'ALENA.
En 2020, pendant la première présidence de Donald Trump, l'ALENA a été remplacé par l'Accord Canada–États-Unis–Mexique (ACEUM), notamment à cause de l'opposition de Trump envers l'ALENA,.
Les différences entre l'ALENA et l'ACEUM sont le plus souvent d'ordre cosmétique : les tarifs douaniers ont été maintenus à zéro pour les trois pays, mais une clause permet d'imposer certains tarifs douaniers au nom de la sécurité nationale,,.

### Relations commerciales entre le Canada et les États-Unis
Avant même que l'ALENA n'entre en vigueur, les économies du Canada et des États-Unis étaient déjà hautement intégrées (en), surtout pour l'industrie automobile.
Dans les premiers mois de 2024, le gouvernement du Canada a estimé que 800 milliards CAD (environ 550 milliards USD) de biens traversaient annuellement la frontière canado-américaine.
En novembre 2024, le gouvernement fédéral américain a estimé que le déficit commercial avec le Canada était de 55 milliards USD.
Ce déficit s'explique surtout par la consommation américaine des produits pétroliers canadiens (en) ; si les produits pétroliers sont exclus du calcul, alors les États-Unis affichent un surplus commercial vis-à-vis du Canada.
Le Canada fournit environ 60 % des produits pétroliers importés aux États-Unis ; il est en outre le plus important fournisseur d'acier des États-Unis.

### Relations commerciales entre les États-Unis et le Mexique
Les économies des États-Unis et du Mexique sont fortement dépendantes l'une de l'autre.
Selon le Bureau du recensement des États-Unis, les États-Unis ont, en 2023, exporté 322 milliards USD de biens vers le Mexique, alors qu'il ont importé environ 475 milliards USD de produits mexicains.
En 2024, environ 800 milliards USD de biens ont traversé la frontière américano-mexicaine ; plus de 1 milliard USD de transactions commerciales ont eu lieu quotidiennement cette année-là.
Toujours en 2024, environ 70 % de la consommation mexicaine de gaz naturel provient des États-Unis et les États-Unis importent environ 700 000 barils de pétrole brut du Mexique chaque jour.
La production de fruits est aussi fortement intégrée entre les deux pays : en 2024, à peu près la moitié des fruits et légumes frais consommés aux États-Unis proviennent du Mexique et le Mexique est le plus grand consommateur des produits agricoles américains.
Le Mexique est le troisième plus important importateur d'acier aux États-Unis, derrière le Canada et le Brésil.

## Contexte politique

### Première présidence de Donald Trump
Pendant son premier mandat, Donald Trump a menacé d'imposer des tarifs douaniers aux produits mexicains si le Mexique n'agissait pas pour réduire le flux d'immigrants illégaux en provenance du Mexique (en) qui traversaient la frontière américano-mexicaine, étant à la source de la crise à la frontière américano-mexicaine (en) tout en menaçant régulièrement de se retirer de l'ALENA.
Néanmoins, il n'a pas imposé de tarifs douaniers sur les produits mexicains après que les autorités mexicaines eurent ordonné le déploiement de 6 000 agents de la Garde nationale du Mexique pour combattre l'immigration illégale, tout en permettant aux États-Unis d'étendre leur politique « demeurer au Mexique » (remain in Mexico), forçant ainsi plusieurs réfugiés à demeurer au Mexique jusqu'à ce que leur demande soit traitée par des fonctionnaires américains,.
Toujours pendant sa présidence, Trump a menacé d'appliquer d'importants tarifs douaniers si le Canada et le Mexique refusaient d'entamer des négociations pour mettre en place un nouvel accord de libre-échange.
En mai 2018, il a appliqué des tarifs douaniers sur l'acier et l'aluminium des deux pays, invitant ainsi les deux pays à répliquer.
Les trois pays ont accepté de renoncer aux tarifs douaniers sur l'acier et l'aluminium en mai 2019, soit un an après leurs mises en vigueur et environ un an avant la mise en vigueur de ACEUM le 1er juillet 2020.
Un mois après l'entrée en vigueur de l'ACEUM, Trump déclare que les importations d'aluminium constituent une menace envers la sécurité nationale des États-Unis, puisqu'elles mettent en danger des producteurs américains, et impose des tarifs douaniers de 10 % sur les importations d'aluminium canadien.
Il a mis un terme aux tarifs douaniers le mois suivant devant les menaces de représailles canadiennes.
En 2018 et 2019, Donald Trump a aussi appliqué d'importants tarifs douaniers sur les produits d'origine chinoise, pour un total de 80 milliards USD sur des importations d'environ 380 milliards USD, mesures douanières qui ont, presque toutes été poursuivies pendant la présidence de Joe Biden.
Le gouvernement fédéral américain est inquiet des échanges entre la Chine et le Mexique, particulièrement en ce qui concerne l'industrie automobile, parce qu'il craint que des sociétés chinoises n'utilisent le Mexique comme tremplin pour exporter leurs produits vers les États-Unis, ce qui leur permettraient de contourner les tarifs douaniers imposés sur les produits chinois, prenant ainsi avantage de l'ACEUM.
D'octobre 2023 à octobre 2024, les agences américains ont intercepté 23 000 personnes qui ont illégalement franchi la frontière canado-américaine et 1 500 000 personnes qui ont franchi illégalement la frontière mexicano-américaine.

### Politique canadienne
En novembre 2024, après avoir été déclaré futur président des États-Unis, Donald Trump menace d'imposer des tarifs douaniers de 25 % sur tous les produits canadiens et mexicains qui devraient, selon ses déclarations, « rester en vigueur jusqu'à ce que les drogues, en particulier le fentanyl, et tous les étrangers en situation irrégulière mettent fin à l'invasion de notre pays »,.
Peu après, le premier ministre du Canada Justin Trudeau se rend à Mar-a-Lago en Floride, où il a discuté avec Trump des tarifs douaniers, de l'immigration illégale et du trafic de drogue à travers la frontière canado-américaine.
Le 16 décembre 2024, le gouvernement canadien annonce vouloir dépenser 1,3 milliard CAD (environ 900 millions USD) pour réduire le trafic de fentanyl à la frontière canado-américaine dans le but de diminuer les inquiétudes de Trump.
Le plan inclut la création d'une force conjointe canado-américaine visant à combattre le crime transnational.
Le 24 janvier 2025, Doug Ford, premier ministre de l'Ontario et aussi chef du Conseil de la fédération canadienne, appelle aux urnes les Ontariens en imposant une rapide campagne électorale : l'élection du 27 février 2025 se conclut par une victoire du parti de Doug Ford. Ce dernier souhaitait ainsi obtenir un mandat de quatre ans pour pouvoir mieux gérer l'opposition aux tarifs douaniers du gouvernement de Donald Trump.
Au début janvier 2025, Justin Trudeau annonce son intention de quitter la chefferie du Parti libéral du Canada, ce qui implique qu'il renonce, de façon automatique, au rôle de premier ministre du Canada. Son successeur ou sa successeure prendra officiellement cette charge le 9 mars 2025.
Le 31 janvier, Trudeau annonce sur les réseaux sociaux que le Canada est « prêt à donner une réponse énergique et immédiate » si les États-Unis appliquent les tarifs douaniers annoncés sur les biens canadiens.

### Deuxième présidence de Donald Trump
Lors de son discours inaugural du 20 janvier 2025, alors qu'il entame son deuxième terme comme président, Donald Trump annonce vouloir imposer d'importants tarifs douaniers aux produits importés.
Il déclare que « [au] lieu de taxer nos citoyens pour enrichir d'autres pays », les États-Unis « imposeraient des tarifs douaniers et des taxes aux pays étrangers pour enrichir nos citoyens »,.
Il a déclaré que le Canada et le Mexique permettent l'exportation massive de personnes et de fentanyl aux États-Unis au travers leurs frontières respectives.
Le Canada est la source d'environ 0,2 % du fentanyl introduit aux États-Unis, alors que le Mexique est la source de 98 % du fentanyl introduit aux États-Unis.
Il a aussi jugé que le Canada et le Mexique profitent injustement des déficits commerciaux américains,.
Il a déclaré, de façon erronée, que le déficit commercial avec le Canada atteignait jusqu'à 200 milliards. À la fin 2024, il est d'environ 60 milliards avec le Canada.
Après les déclarations de Trump sur l'imposition de tarifs douaniers sur les produits canadiens et mexicains, les sociétés américaines ne sont pas concertées pour importer plus de biens de ces deux pays avant l'entrée en vigueur des tarifs douaniers.
Donald Trump a aussi régulièrement évoqué l'idée de faire du Canada le 51e État des États-Unis,,, affirmant vouloir recourir à la « force économique » (economic force), au lieu de la force militaire, pour amener les Canadiens à demander l'annexion par les États-Unis.
Justin Trudeau a répondu que ces mentions de Donald Trump doivent être prises au sérieux et constituent une attaque contre la souveraineté du Canada. Selon Trudeau, Trump vise à prendre le contrôle des ressources minérales du Canada.
Lors d'une entrevue, Donald Trump a déclaré que sa suggestion d'annexer le Canada était sérieuse et a argué que le déficit commercial avec le Canada était « essentiellement une subvention » (essentially a subsidy) et que le Canada se porterait mieux s'il faisait partie des États-Unis.

## Premières menaces de tarifs douaniers

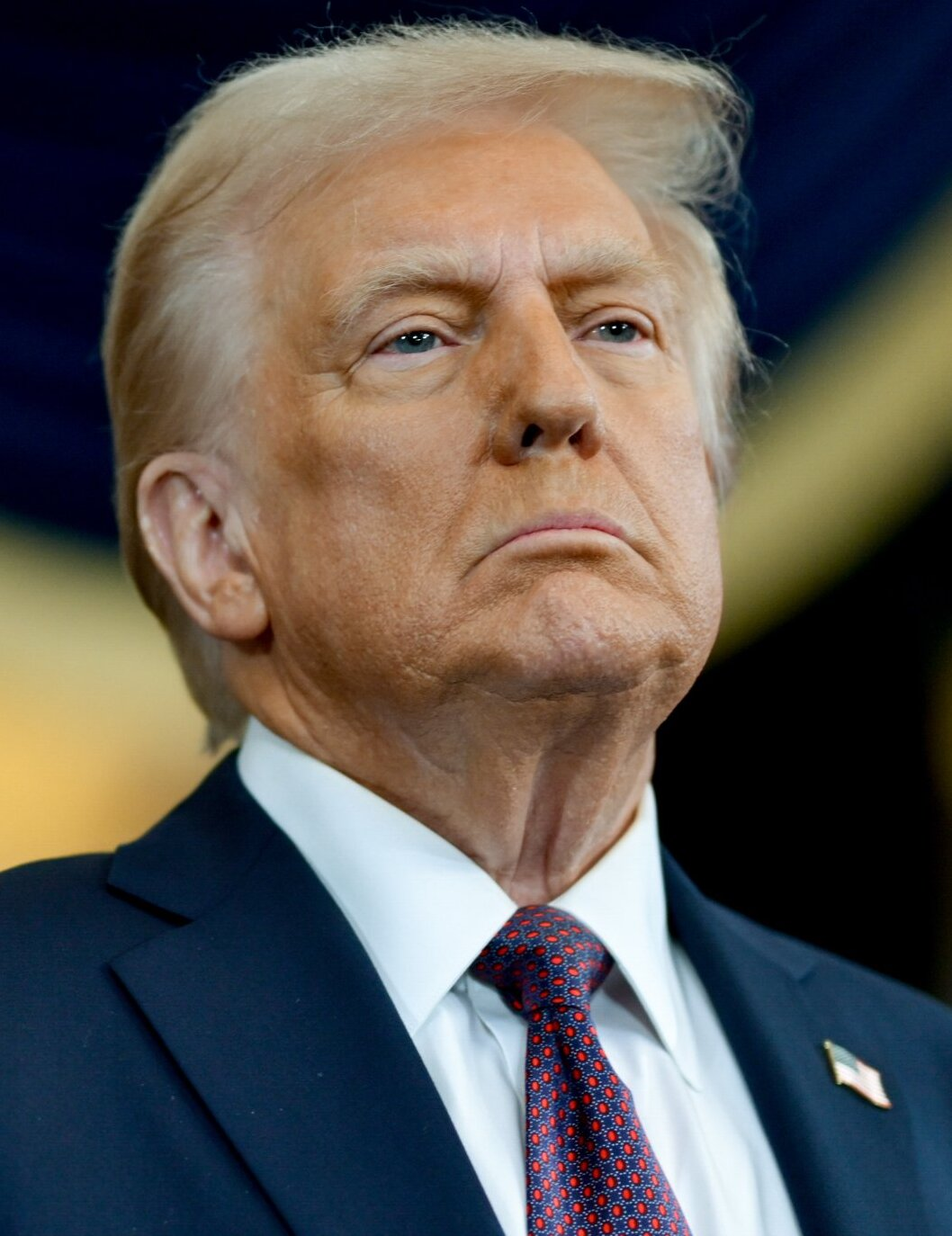
Le président des États-Unis Donald Trump en janvier 2025.

Le 1er février 2025, Donald Trump signe trois executive orders qui imposent des tarifs douaniers de 25 % sur tous les biens importés du Canada et du Mexique.
Toutefois, l'énergie et le pétrole canadiens sont exceptés : des tarifs douaniers de 10 % sont appliqués sur ces produits,, les exportations d'énergie du Mexique sont taxés à hauteur de 25 %.
Les executive orders, émis en accord avec l’International Emergency Economic Powers Act (IEEPA), sont dus pour prendre effet à midi EST le 4 février 2025.
Trump a aussi imposé des tarifs douaniers de 10 % sur les produits importés de Chine, qui s'additionnent aux tarifs douaniers de 25 % qui ont déjà court sur plusieurs produits chinois.
Les executive orders incluent une clause qui autorise les États-Unis à augmenter leurs tarifs douaniers si les autres pays répliquent avec leurs tarifs douaniers ou toutes autre mesure de représailles.
Trump a utilisé l'IEEPA pour court-circuiter les restrictions inscrites dans l'ACEUM sur les tarifs douaniers, restrictions qui s'appliquent dans tous les cas, sauf s'il y a une urgence nationale.
Un article du Deutsche Welle avance que cette loi fédérale ne tiendrait pas devant un tribunal international.
Trump a justifié sa décision par le flux d'immigrants illégaux entrant aux États-Unis à partir du Canada et du Mexique et la crise des opioïdes aux États-Unis alimentée par le fentanyl d'origine chinoise qui est importé aux États-Unis en passant par le Canada et le Mexique,,,,.
Dans l'un des executive orders', il est écrit que le Canada a joué « un rôle central » (central role) en permettant le passage du fentanyl aux États-Unis et que le pays a échoué à « consacrer suffisamment d'attention et de ressources ou à se coordonner de manière significative » avec les États-Unis pour « endiguer la vague de drogues illicites », même si la vaste majorité du fentanyl consommé aux États-Unis provient du Mexique,.
Un autre but poursuivi par l'application des tarifs douaniers est d'inciter les entreprises manufacturières à s'établir aux États-Unis où elles embaucheront des travailleurs américains pour fabriquer des produits sur le territoire américain plutôt que de les importer d'autres pays.
Après avoir signé les executive orders, Trump a répété son souhait que les États-Unis annexent le Canada, ce qui mettrait selon ses déclarations le pays à l'abri des tarifs douaniers,.
Selon Bloomberg News, les conseillers de Trump Peter Navarro et Stephen Miller menaient les discussions économiques sur l'imposition des tarifs douaniers ; des officiels chinois auraient été invités à participer aux discussions à la demande expresse du Conseil de sécurité nationale.
Dans un billet sur Truth Social, Trump a écrit : « Nous devons protéger les Américains et il est de mon devoir, en tant que président, d'assurer la sécurité de tous. Lors de ma campagne, j'ai promis de mettre un terme à l'afflux d'étrangers en situation irrégulière et de drogues à nos frontières, et les Américains ont massivement voté en faveur de cette promesse. » Bien qu'il a reconnu que les tarifs douaniers pourraient provoquer des « perturbations temporaires de courtes durées », il a affirmé qu'ils doivent être imposés. Il a aussi déclaré que « les tarifs douaniers ne provoquent pas de l'inflation », mais plutôt qu'« ils sont la cause du succès »,.

### Réponse du Canada

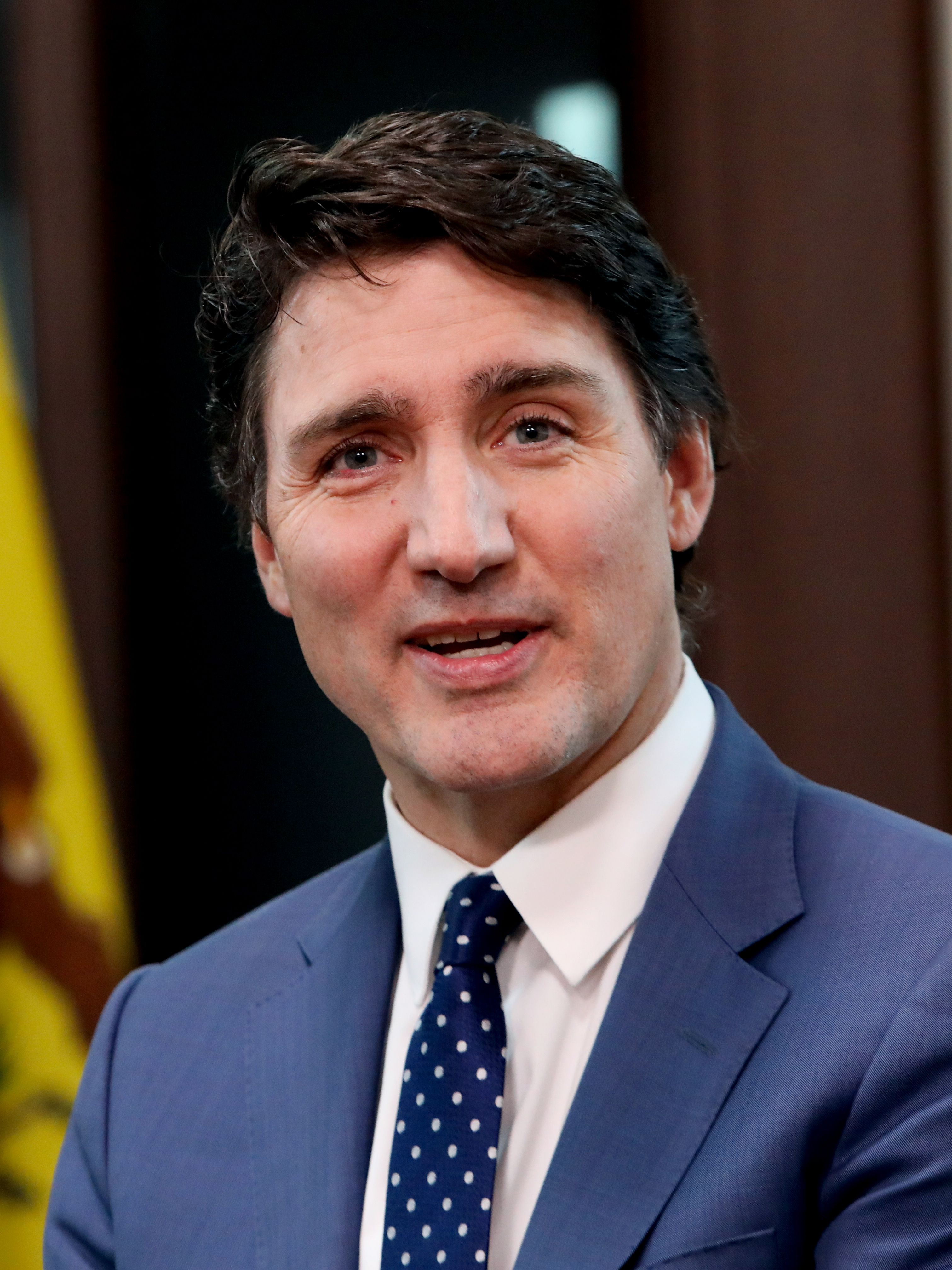
Le premier ministre du Canada Justin Trudeau, le 5 mars 2024.

Quelques heures après l'annonce de Trump sur les tarifs douaniers, le 1er février 2025, Justin Trudeau déclare que le Canada répliquerait contre les États-Unis avec des tarifs douaniers,.
Il a affirmé que le Canada imposerait des tarifs douaniers de 25 % sur 30 milliards CAD (environ 20 milliards USD) d'exportations américaines au Canada immédiatement après que les tarifs douaniers américains prendraient effet et imposerait 25 % sur 125 milliards CAD (environ 85 milliards USD) de biens additionnels dans les trois semaines subséquentes.
Ce délai, selon Trudeau, permettrait aux entreprises canadiennes de se préparer.
Il a ajouté que le gouvernement canadien envisageait des représailles supplémentaires pour que cesse les tarifs douaniers imposés par Trump, notamment de restreindre l'exportation de minéraux critiques et de l'énergie ou encore interdire aux sociétés américaines de soumissionner sur des contrats gouvernementaux.
Trudeau a déclaré que les boissons alcoolisées, les végétaux, les vêtements, les chaussures et les parfums américains feraient partie des premières catégories d'articles à subir des tarifs douaniers de représailles et que, éventuellement, des tarifs douaniers seraient imposés sur des biens de consommation comme les appareils électroménagers, les meubles et les équipements de sportifs.
Les représailles canadiennes visent en particulier les États rouges américains, qui sont majoritairement représentés par des membres du Parti républicain.
Lors de sa conférence de presse, Trudeau a présenté des données qui montrent qu'il n'y a que 1 % de fentanyl importé aux États-Unis à partir du Canada et qu'il n'y a que 1 % d'immigrants illégaux américains qui transitent par le Canada.
Il a rappelé que les relations entre le Canada et les États-Unis constituent « le partenariat le plus fructueux que le monde ait jamais connu », peu importe le domaine étudié
et il a avancé que les tarifs douaniers imposés par Donald Trump sont en violation de l'ACEUM.
Il a affirné que les tarifs douaniers mettaient en danger les industries et les consommateurs américains, appelant les Canadiens  à « choisir des produits et services canadiens plutôt qu'américains » lorsque possible,.
Justin Trudeau a déclaré : « Il s'agit d'un choix qui, certes, portera préjudice aux Canadiens, mais qui, au-delà, aura des conséquences réelles pour vous, le peuple américain. Comme je l'ai toujours dit, les tarifs douaniers imposés au Canada mettront vos emplois en péril, ce qui pourrait entraîner la fermeture d'usines américaines d'assemblage d'automobiles et d'autres installations de production. »,,.
Des premiers ministres de provinces ont aussi fait des déclarations. Le premier ministre de l'Ontario Doug Ford a déclaré que le Canada n'avait « pas d'autre choix que de riposter et de riposter fort », et a ordonné au LCBO de cesser de vendre des produits alcoolisés provenant des États-Unis,.
La première ministre de l'Alberta, Danielle Smith, qui était réfractaire à l'idée de représailles douanières contre les États-Unis, a dit que le Canada devait répondre à « la politique mutuellement destructrice » de Donald Trump et qu'elle soutenait l'« usage stratégique » (strategic use) des tarifs douaniers sur les biens américains « qui sont plus aisément achetés du Canada ou de fournisseurs non américains »,.
Le premier ministre du Québec François Legault a ordonné à la présidente du Conseil du Trésor Sonia LeBel de « recenser tous les fournisseurs américains qui font affaire avec son gouvernement et de les « pénaliser ». » Il a également ordonné à la Société des alcools du Québec de retirer tous les produits alcoolisés américains de ses tablettes.
En Nouvelle-Écosse, le premier ministre Tim Houston a dit que la province doublerait les péages des automobiles américaines sur les autoroutes et ordonnerait à la Nova Scotia Liquor Corporation (en) de cesser de vendre des boissons alcoolisées américaines à partir du 4 février 2025.
Dans les Territoires du Nord-Ouest, le premier ministre R. J. Simpson a annoncé que son gouvernement étudierait ses politiques de procuration dans le but d'éliminer le plus possible les sociétés américaines.
Le premier ministre du Manitoba, Wab Kinew, et le premier ministre de l'Île-du-Prince-Édouard, Dennis King, ont tous deux affirmé que leurs provinces cesseraient d'importer des boissons alcoolisées américaines,.
Le premier ministre de la Colombie-Britannique, David Eby, a affirmé que la BC Liquor Distribution Branch (en) cesserait d'acheter des boissons alcoolisées des États américains gouvernés par des républicains.
Au Yukon, le premier ministre Ranj Pillai a dit que son gouvernement cesserait d'acheter des alcools américains, réviserait ses contrats avec des sociétés américaines et considérerait d'augmenter les péages des véhicules américains, mais il attendrait d'appliquer ces mesures que les tarifs douaniers américains entrent en vigueur.
Pierre Poilievre, chef de l'opposition officielle du gouvernement du Canada et membre du Parti conservateur du Canada, a condamné la décision de Donald Trump, arguant que ce sont des « tarifs douaniers massifs, injustes et injustifiés ». Il a demandé avec insistance que le gouvernement du Canada réplique dollar pour dollar. Il a aussi répété une réduction « massive » (massive) des impôts et d'autres efforts financiers pour stimuler l'économie canadienne.

### Réponse du Mexique

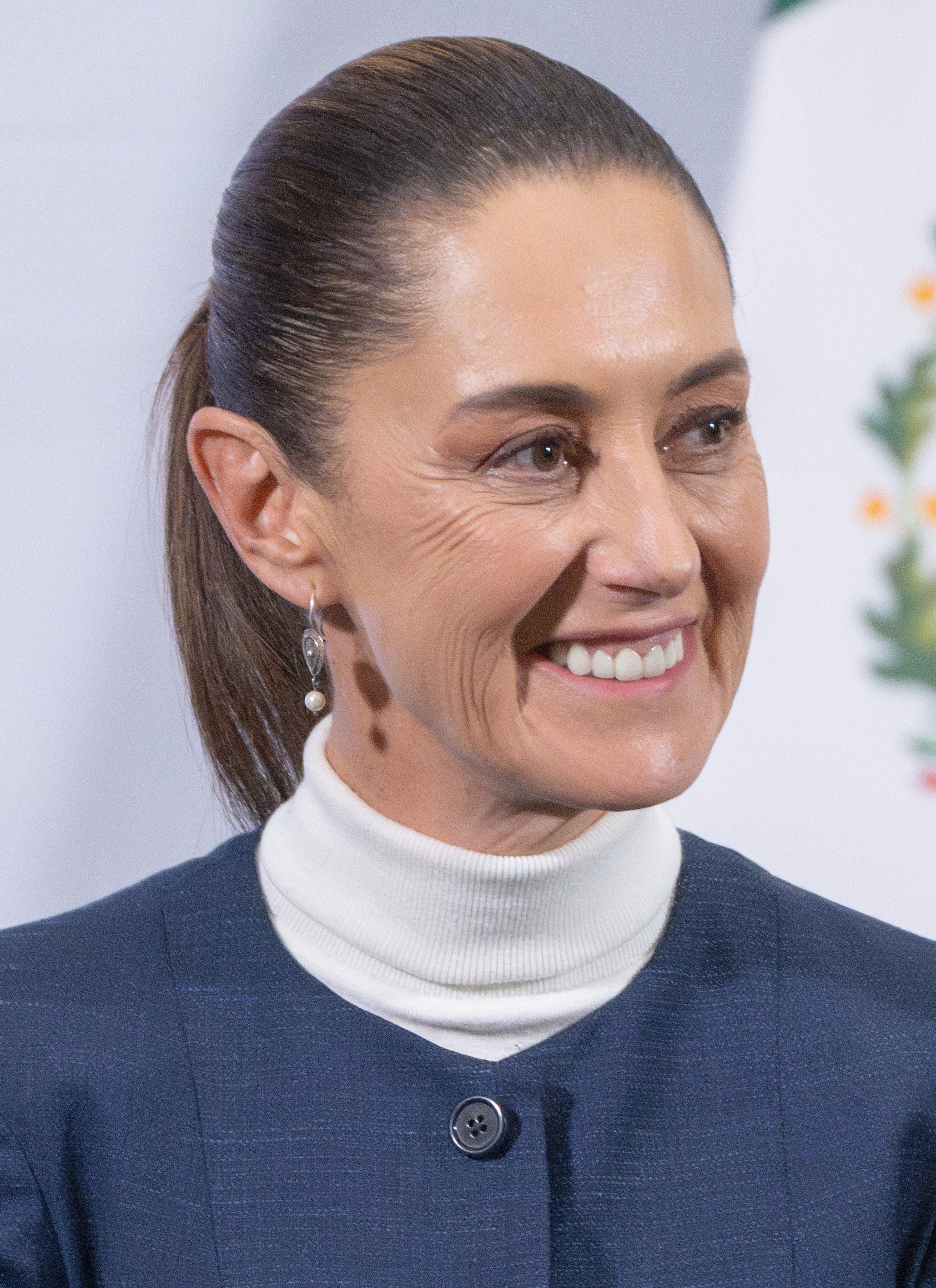
La présidente du Mexique Claudia Sheinbaum, en février 2025.

La présidente du Mexique, Claudia Sheinbaum, a dit que son pays appliquerait des mesures de représailles douanières et non douanières en réponse aux tarifs douaniers américains.
Bien qu'elle n'ait pas indiqué les produits américains visés, des médias mentionnent que le gouvernement mexicain a dressé une liste de produits et de tarifs douaniers allant de 5 % à 20 % sur le porc, les fromages, les produits frais, l'acier et l'aluminium. Dans un premier temps, l'industrie automobile serait exemptée.
Marcelo Ebrard, le secrétaire à l'économie du Mexique, a qualifié les tarifs douaniers de « violation flagrante de l'ACEUM »,.
Sheinbaum a répondu à l'affirmation de Trump que le gouvernement du Mexique était allié aux cartels de la drogue mexicains, disant que c'est de la « calomnie »,.
Lors d'un rassemblement le 1er février 2025, elle dit que le Mexique garderait la « tête froide » (cool head) en appliquant ses représailles. Elle a proposé d'établir un groupe de travail américano-mexicain dans le but de rassurer Trump sur les soucis qui le préoccupent, tout en affirmant que « les problèmes ne sont pas résolus par l'imposition de tarifs douaniers »,.

### Pause d'un mois
Le 3 février 2025, Sheinbaum et Trump ont mutuellement accepté de retarder d'un mois l'application des tarifs douaniers contre les importations mexicaines.
Sheinbaum a accepté de déployer 10 000 soldats de la Garde nationale du Mexique à la frontière dans le but de prévenir le trafic de drogues. Trump a déclaré que les États-Unis ont pris des mesures pour réduire le trafic d'armes à feu vers le Mexique,.
Le même jour, Trump a parlé à Trudeau. Durant l'appel, il s'est plaint que les banques américaines ne peuvent pas faire affaire au Canada ; le Canada permet aux banques américains de traiter des opérations avec des entreprises mais a restreint les opérations de banque de détail pour protéger ses citoyens des faillites bancaires.
Lors d'un deuxième appel ce jour-là, Trump et Trudeau négocient une pause d'un mois. Le gouvernement du Canada a accepté de nommer un « tsar du fentanyl », de déclarer terroristes les cartels de drogues mexicains et de créer un service de renseignement sur le fentanyl et le crime organisé qui en profite en promettant de le doter d'un fond de 200 millions CAD (environ 140 millions USD). Trudeau a aussi promis d'établir un programme de surveillance frontalière au coût de 1,3 milliard CAD (environ 900 millions USD) pour combattre le crime organisé, le trafic de fentanyl et le blanchiment d'argent.
Trump a alors modifié un executive order : il a modifié la date d'application des tarifs douaniers au 4 mars 2025 à midi EST.
Le 11 février, Justin Trudeau nomme Kevin Brosseau, ancien Conseiller adjoint à la sécurité nationale et au renseignement auprès du premier ministre et ancien officier senior de la Gendarmerie royale du Canada, au poste de tsar du fentanyl.

## Évènements subséquents
Le 10 février 2025, Donald Trump impose des tarifs douaniers de 25 % sur l'acier et l'aluminium importés aux États-Unis, peu importe leur origine. Les tarifs douaniers sur l'acier et l'aluminium entrent en vigueur le 12 mars,.
Trump a déclaré que c'était une première salve de tarifs douaniers et qu'il en envisageait d'autres sur les automobiles, les produits pharmaceutiques et les puces électroniques, entre autres.
Selon le premier ministre du Canada, Justin Trudeau, c'est « inacceptable » tout en espérant que des négociations avec des gens du gouvernement américain permettrait de mettre un terme à cette guerre commerciale. Le transport maritime qui utilise le fleuve Saint-Laurent et les Grands Lacs de l'Amérique du Nord « est au cœur du commerce bilatéral entre les deux pays ». La Chambre de commerce maritime juge que les tarifs perturberont l'approvisionnement des deux pays sans gain pour les États-Unis.
Le 3 mars, Trump annonce que les tarifs douaniers qui étaient prévus pour le mois de février seront appliqués à partir du 4 mars, affirmant qu'il n'y avait plus de temps pour négocier avec le Canada et le Mexique,.
Howard Lutnick, secrétaire au commerce américain, a déclaré que des progrès avaient été réalisés par les deux pays pour mieux sécuriser les frontières, mais qu'ils ne répondaient pas aux exigences américaines dans la lutte au trafic de fentanyl. L'annonce de Trump, allié à une augmentation des tarifs douaniers sur les produits chinois de 10 % à 20 % prévus s'appliquer le même jour, a provoqué une baisse sensible des indices boursiers américains : le S&P 500 a diminué de 1,8 % et le NASDAQ-100 a diminué de 2,6 %,.
La ministre aux affaires étrangères du Canada, Mélanie Joly, a déclaré que le Canada était prêt à répliquer. Claudia Sheinbaum a réaffirmé que les plans du Mexique seraient appliqués comme prévu dès l'entrée en vigueur des tarifs douaniers américains.
Les tarifs douaniers américains sur les biens canadiens et mexicains ont pris effet le 4 mars 2025 à midi EST.
Les représailles canadiennes ont pris effet immédiatement, avec des tarifs douaniers de 25 % sur 30 milliards CAD de biens américains.
Sheinbaum a indiqué que les mesures mexicaines prendraient effet le 9 mars.
Ces annonces ont amené le marché boursier sur une pente descendante, principalement pour le commerce de détail et l'industrie automobile américaine.
Lors d'une conférence de presse le 4 mars 2025, Trudeau a déclaré que Trump souhaitait « un effondrement complet de l'économie canadienne » dans le but de faciliter son annexion par les États-Unis.
Le 5 mars 2025, Lutnik a indiqué que Trump était prêt à entendre les propositions canadiennes et mexicaines et, peut-être, réduire l'ampleur des tarifs douaniers.
Plus tard cette journée-là, Trump a exempté pendant un mois supplémentaire les fabricants automobiles qui respectaient les termes de l'ACEUM, ce qui représente environ 85 % des véhicules automobiles pour passagers importés du Mexique en 2024. Trump a pris cette décision après avoir rencontré des dirigeants des trois plus grands fabricants automobiles américains : Ford, General Motors et Stellantis, qui ont indiqué que les tarifs douaniers leur feraient plus de torts qu'à leurs compétiteurs étrangers.
Le 6 mars 2025, après un appel conférence avec Trudeau et Sheinbaum, Trump a déclaré que tous les tarifs douaniers sur les biens du Canada et du Mexique respectant les termes de l'ACEUM — ce qui représentent environ 50 % des biens importés du Mexique et environ 38 % des biens importés du Canada — seraient suspendus jusqu'au 2 avril 2025.
Après l'imposition des tarifs douaniers sur l'acier et l'aluminium canadiens, des dirigeants canadiens réévaluent la possibilité d'annuler l'achat de chasseurs F-35, appareils fabriqués aux États-Unis. Le Portugal a annoncé réévaluer son projet d'acquérir ces appareils. Pour sa part, « l’industrie de l’aluminium ne s’inquiète pas outre mesure », même si les clients américains verront une augmentation des prix. En effet, la demande pour l'aluminium est « très forte à l’échelle planétaire ». Pour sa part, l'industrie forestière risque de vivre des bouleversements, ce qui la forcera probablement à augmenter l'automatisation de sa production pour produire à des coûts plus bas.
En avril 2025, beaucoup de produits canadiens jugés conformes aux critères de l'Accord Canada–États-Unis–Mexique (ACEUM) sont exemptés de tarifs douaniers. Toutefois, un tarif douanier de 25 % est imposé sur les produits d'aluminium canadien et un tarif de 10 % est imposé sur la potasse canadienne. Les importations de pétrole et de gaz naturel canadiens sont exempts de tarifs douaniers car jugés conformes. À cause des conditions économiques difficiles suscitées entre autres par la guerre tarifaire avec les États-Unis, une augmentation de l'inflation et la crise du logement, beaucoup de Canadiens ont cessé de considérer la protection de l'environnement comme une priorité.